# Prasad Gallela
Prasad Gallela (* 7. April 1962 in Adoni, Andhra Pradesh, Indien) ist ein indischer Geistlicher und emeritierter römisch-katholischer Bischof von Cuddapah.

## Leben
Prasad Gallela studierte an den Seminaren von Kurnool und Hyderabad. Er empfing am 1. März 1989 das Sakrament der Priesterweihe und war danach bis 1999 als Rektor, Spiritual und Gemeindepfarrer m Bistum Kurnool tätig. 2000 wurde er in Rom zum Doctor theologiae promoviert.
Am 31. Januar 2008 ernannte ihn Papst Benedikt XVI. zum Bischof von Cuddapah. Der Erzbischof von Hyderabad, Marampudi Joji, spendete ihm am 1. März desselben Jahres die Bischofsweihe; Mitkonsekratoren waren der Bischof von Vijayawada, Prakash Mallavarapu, und der Bischof von Nellore, Doraboina Moses Prakasam.
Papst Franziskus nahm am 10. Dezember 2018 seinen vorzeitigen Rücktritt an.